# Vladislav I.

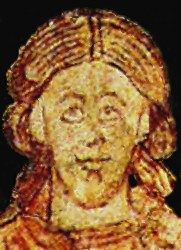
Vladislav I.

Vladislav I. (* um 1070; † 12. April 1125) war 1109 bis 1117 und 1120 bis 1125 herrschender Fürst von Böhmen aus dem Geschlecht der Přemysliden. 

## Leben
Vladislav I. war Sohn des ersten böhmischen Königs Vratislav II. und Swatawas von Polen und hatte 3 Brüder, Soběslav I., Bořivoj II. und Břetislav II.
Vladislavs Herrschaft war von Kämpfen um die Macht in Böhmen geprägt. Er förderte den Katholizismus und die Kolonisation in seinem Herrschaftsgebiet. Er und seine Ehefrau Richenza gründeten in Westböhmen im Gebiet der späteren Choden 1112 das Kloster Plasy und 1115 das Kloster Kladruby, besiedelten diese durch Mönche des Ordens der Zisterzienser und statteten letzteres zum Unterhalt durch Besitzübertragungen in Nordböhmen bei Böhmisch-Aicha (Český Dub) in Nachbarschaft der Sorben aus. Einen Teil des einheimischen Adels, der unter der Führung seines Bruders Soběslav stand, verjagte er nach Polen, von wo aus die Gruppe beständig versuchte, einen Machtwechsel in Böhmen herbeizuführen. Seine Herrschaft wurde auf Druck des Markgrafen von Österreich durch die Herrschaft seines Bruders Bořivoj II. unterbrochen.
1112 heiratete Vladislav die Deutsche Rixa (Richenza) von Berg, Tochter des schwäbischen Grafen Heinrich von Berg-Schelklingen. Vladislav war damit verschwägert mit Herzog Bolesław III. Schiefmund von Polen, der mit Salomea von Berg vermählt war.
1114 trat er am kaiserlichen Hof auch als Erzmundschenk auf. 1121 baute er die Anfang des 12. Jahrhunderts zerstörte Burg Dohna im Gau Nisan wieder auf.

## Familie
Richenza und er hatten die Kinder:
- Vladislav II. (1110–1174), Herzog (später König) von Böhmen
- Diepold I. († 1167), Herzog von Jamnitz, auch Theobald oder Diepold I. genannt
- Heinrich († nach 1169), auch Jindrich bezeichnet
- Svatava († nach 1146), heiratete Graf Friedrich III. von Diessen